# 흥남시 (대한민국)
흥남시(興南市)는 대한민국 함경남도에 있는 대한민국의 시이다. 이북5도위원회가 관리하는 명목상의 행정 구역이다. 면적은 130km2, 시청 소재지는 천기동이다. 75개 법정동이 있으나, 이북5도위원회에서는 명예동장 8명(본궁동, 용흥동, 서흥남동, 구룡동, 천기동, 내호동, 서호동, 마전동을 임명한다.

## 행정 구역
| - 천기동(天機洞) - 중흥동(中興洞) - 자흥동(自興洞) - 인흥동(仁興洞) - 남신흥동(南新興洞) - 운곡동(雲谷洞) - 초흥동(草興洞) - 동흥동(東興洞) - 거인동(車引洞) - 동흥동(東興洞) - 용흥동(龍興洞) - 운호동(雲湖洞) - 운흥동(雲興洞) - 흥남동(興南洞) - 흥덕동(興德洞) - 설상동(雲上洞) - 궁서동(宮西洞) - 중수동(中水洞) - 수변동(洙邊洞) - 창동(彰洞) - 용성동(龍成洞) - 용연동(龍淵洞) - 오전동(梧田洞) - 호북동(湖北洞) - 호상동(湖上洞) - 구탄동(舊灘洞) | - 영대동(營垈洞) - 운성동(雲城洞) - 구룡동(九龍洞) - 송호동(松湖洞) - 부흥동(復興洞) - 운남동(雲南洞) - 용암동(龍岩洞) - 운하동(雲下洞) - 운중동(雲中洞) - 수동동(水東洞) - 상수동(上水洞) - 신흥동(新興洞) - 송오동(松塢洞) - 송정동(松亭洞) - 대흥동(大興洞) - 풍부동(豊富洞) - 상부동(上富洞) - 동변동(東邊洞) - 동오동(東吾洞) - 수서동(水西洞) - 완풍동(完豊洞) - 송흥동(松興洞) - 신덕동(新德洞) - 호남동(湖南洞) - 복흥동(福興洞) | - 신상동(新上洞) - 송상동(松上洞) - 후농동(厚農洞) - 유정동(柳亭洞) - 하덕동(荷德洞) - 응봉동(鷹峰洞) - 덕동(德洞) - 서호동(西湖洞) - 작도동(鵲島洞) - 풍서동(豊西洞) - 흥경동(興慶洞) - 흥상동(興上洞) - 운동동(雲洞洞) - 서흥동(西興洞) - 마전동(麻田洞) - 능서동(陵西洞) - 신성동(新城洞) - 신경동(新慶洞) - 능하동(陵荷洞) - 속상동(束上洞) - 동도동(東島洞) - 서도동(西島洞) - 대후동(大厚洞) - 농양동(農陽洞) |

## 참고 문헌
- “함경남도 시군 소개”. 이북5도위원회.
- “함경남도 기구 및 정원”. 이북5도위원회.

## 같이 보기
- 흥남구역